# Mousa Dembélé
Mousa Sidi Yaya Dembélé (Wilrijk, Bélgica, 17 de julio de 1987) es un exfutbolista belga. Jugaba de centrocampista y su último equipo fue el Guangzhou City de China.

## Selección nacional
El 13 de mayo de 2014 el entrenador de la selección belga, Marc Wilmots, incluyó a Dembélé en la lista preliminar de 24 jugadores convocados, cuatro de ellos guardametas, que iniciarán la preparación para la Copa Mundial de Fútbol de 2014. El 25 de mayo le fue asignado el número 19 para el torneo.
El 4 de junio de 2018 el seleccionador Roberto Martínez lo incluyó en la lista de 23 para el Mundial.

### Participaciones en Copas del Mundo
| Mundial                        | Sede   | Resultado        |
| ------------------------------ | ------ | ---------------- |
| Copa Mundial de Fútbol de 2014 | Brasil | Cuartos de final |
| Copa Mundial de Fútbol de 2018 | Rusia  | Tercer lugar     |

## Clubes
| Club                    | País         | Año       |
| ----------------------- | ------------ | --------- |
| Germinal Beerschot      | Bélgica      | 2003-2005 |
| Willem II               | Países Bajos | 2005-2006 |
| AZ Alkmaar              | Países Bajos | 2006-2010 |
| Fulham F. C.            | Inglaterra   | 2010-2012 |
| Tottenham Hotspur F. C. | Inglaterra   | 2012-2019 |
| Guangzhou City          | China        | 2019-2022 |

## Palmarés

### Títulos nacionales
| Título                        | Club       | País         | Año     |
| ----------------------------- | ---------- | ------------ | ------- |
| Eredivisie                    | AZ Alkmaar | Países Bajos | 2008-09 |
| Supercopa de los Países Bajos | AZ Alkmaar | Países Bajos | 2009    |